# Békési Ilona
Békési Ilona, Benedek Ferencné  (Budapest, 1953. december 11. –) magyar tornásznő, edző, oktató.

## Élete
1962-től a Vasas, 1973-tól a Testnevelési Főiskola Sportegyesület tornásza. 1974-ben befejezi versenyzői pályafutását. 1986-tól a Vasas örökös bajnoka. 1976-ban a Testnevelési Főiskolán tanári oklevelet szerez. 1976-tól 1986-ig a budapesti Hunfalvy János Közgazdasági Szakközépiskola (ma Hunfalvy János Fővárosi Gyakorló Kéttannyelvű Külkereskedelmi, Közgazdasági Szakközépiskola) tanára. 1986 és 1989 között a Testnevelési Főiskola munkatársa, tanársegéd. 1988-tól torna szakedző. 1989-től a III. kerületi Tanuszodában dolgozik.

## Sportpályafutása
1963-ban az Úttörő Szövetség szervezésében megrendezésre került az első Úttörő Olimpia. Magyarország első lány úttörő olimpiai bajnoka Békési Ilona, míg a fiú bajnok Fekecs László.
Mexikóban rendezték a XIX., 1968. évi nyári olimpiai játékok torna döntőit, ahol csapatban (Bánfai Ágnes, Békési Ilona, Ducza Anikó, Makray Katalin, Müller Katalin, Tolnai Márta) az ötödik helyet érte el.
Az 1970-es ljubljanai világbajnokság összetett csapatversenyében a hatodik helyen végez. Az 1971-es minszki Európa-bajnokságon negyedik összetett egyéniben és felemás korláton.
Az 1971-es Tornász Európa-bajnokságon összetett 4. hely, korláton 4., gerendán 5., talajon 5., lóugrás 6. hely.
A Német Szövetségi Köztársaságban, Münchenben rendezett XX., az 1972. évi nyári olimpiai játékokon a bronzérmes olimpiai tornászcsapat tagja (Békési Ilona, Császár Mónika, Kelemen Márta, Kéry Anikó, Medveczky Krisztina, Nagy Zsuzsanna), egyéniben felemás korláton lett ötödik.
- 1971-ben felnőtt egyéni összetett és mind a négy szeren bajnok.
- 1972-ben felnőtt egyéni összetett és három szeren bajnok.

Háromszoros Magyar Bajnok csapatversenyben.

## Díjai, elismerései
- Az év magyar tornásza (1971, 1972)
- Érdemes és kiváló sportoló
- A magyar tornasport halhatatlanja (2015)[3]
- Sportérdemérem ezüst fokozata
- Európa- és világ válogatott

## Családja
Édesapja Békési Sándor főiskolai világbajnok, az 1960. évi nyári olimpiai játékokon csapatban 12. helyezett tornász, a Testnevelési Főiskola egyetemi docense, 1954-től 1985-ig a Vasas edzője. Édesanyja atléta, testnevelő tanár. Férje ifjabb Benedek Ferenc, testnevelő tanár, volt öttusázó és edző, Benedek Gábor olimpiai bajnok unokaöccse.